# チェンナイインFC
チェンナイイン・フットボール・クラブ（Football Club of Chennai）は、インド・タミル・ナードゥ州チェンナイをホームタウンとする、インドプロサッカーリーグ（インド・スーパーリーグ）に加盟するプロサッカークラブ。2014年10月から開始したインディアン・スーパーリーグサッカーのフランチャイズである。イタリア・セリエA・インテルナツィオナーレ・ミラノが経営に参加しているクラブ。インド映画でよく見る俳優のアビシェーク・バッチャン、クリケットのインド代表キャプテンも務めたマヘンドラ・シン・ドニがオーナーを務める。

## 概要
2014年、Chennaiyin Football Clubが設立される。

## 歴史

### 2014年-2016年 マテラッツィ監督時代
2014年
チェンナイインFCとしてクラブ創設し、元イタリア代表DFマルコ・マテラッツィを選手兼監督として招聘した。マーキープレーヤーには元ブラジル代表MFエラーノ・ブルメルを獲得した。11月にはアレッサンドロ・ネスタとも契約した。その他には元フランス代表DFベルナール・メンディ、元フランス代表DFミカエル・シルヴェストルを獲得した。シーズンは1位で終えたが、ファイナルシリーズにてケーララ・ブラスターズFCに延長戦の末破れた。
2015年
2年目として迎えたこのシーズンはコロンビア人ストライカー、スティーブン・メンドーサが16試合で13ゴールの活躍。レギュラーシーズンを3位で終え、ファイナルシリーズ決勝にてFCゴアを破り初優勝を飾った。
2016年
元ノルウェー代表のジョン・アルネ・リーセを獲得して臨んだマテラッツィ体制3年目であったが、7位にてシーズンを終える。

### 2017年-現在 ジョン・グレゴリー監督時代
2017-2018
この年からチーム数が8から10に増え、シーズンが年を跨ぐようになった。2017年7月3日、元アストン・ヴィラFCのジョン・グレゴリー監督の就任を発表。初戦のゴア戦に敗れるものの、その後巻き返し、レギュラーシーズンを2位で終える。ファイナルシリーズ決勝ではこの年から参入のベンガルールFCと対戦し、見事勝利し2度目の優勝を飾った。

## 歴代所属選手
DF
- マルコ・マテラッツィ 2014-2016
- アレッサンドロ・ネスタ 2014
- ミカエル・シルヴェストル 2014
- ベルナール・メンディ 2014-2016
- ヨン・アルネ・リーセ 2016

MF
- エラーノ・ブルメル 2014-2015
- エリック・ジェンバ＝ジェンバ 2014-2015
- マヌエレ・ブラージ 2015-2016
- ラファエウ・アウグスト 2015, 2016-2019

FW
- スティベン・メンドーサ 2014, 2015